# Duguetia guianensis
Duguetia guianensis är en kirimojaväxtart som beskrevs av Robert Elias Fries. Duguetia guianensis ingår i släktet Duguetia och familjen kirimojaväxter. Inga underarter finns listade i Catalogue of Life.